# Bonópolis
Bonópolis, amtlich portugiesisch Município de Bonópolis, ist eine Kleinstadt mit einem großen ländlich geprägtem Gemeindegebiet im Norden des brasilianischen Bundesstaates Goiás.
Sie grenzt an die Gemeinden Amaralina, Mundo Novo, Novo Planalto, Porangatu und São Miguel do Araguaia.
Ab den 1960er Jahren wurden in der Gegend Bäume der Art Gabiroba aus der Pflanzenfamilie der Myrtengewächse abgeholzt, die für die Möbelherstellung Verwendung fanden. Um die Fazenda des Abrão Lopes siedelten sich weitere Siedler mit Familien an, die Region gehörte zur Munizipalstadt Porangatu und wurde am 8. Januar 1988 zum Bezirk Distrito de Bonópolis erklärt. Der Distrikt wurde mit Flächengewinn aus dem Distrito de Cruzeiro do Sul aus Porangatu ausgegliedert und die Stadt erhielt als Bonópolis am 27. Dezember 1995 durch das Gesetz Nr. 12800/95 die Eigenständigkeit.
Erster Bürgermeister (Stadtpräfekt) war John Albino Fernandes, genannt John Muranga. Bei der Kommunalwahl 2012 wurde für die Amtszeit von 2013 bis 2016 Cristina Beatriz Rodrigues de Oliveira Moura, genannt Bete, von der Partido da Social Democracia Brasileira (PSDB) gewählt. Sie wurde bei der Kommunalwahl 2016 für die Amtszeit von 2017 bis 2020 wiedergewählt.
Die Gemeinde hat auf einer Fläche von 1628 km² nach der Volkszählung 2010 3503 Einwohner, die Bonopolinos (portugiesisch bonopolino) genannt werden. Die Einwohnerzahl wurde nach der Schätzung des IBGE vom 1. Juli 2018 auf 4316 Ew. anwachsend geschätzt. Die Bevölkerungsdichte liegt bei 2 Personen pro km². Sie liegt an 187. Stelle der 246 Gemeinden Goiás. Das Klima ist tropisch, nach Köppen-Geiger Aw.
Ihre Wirtschaft basiert überwiegend auf der Landwirtschaft, darunter Reisanbau und Viehzucht.